# Мохоки
Мохо́ки, могау́ки, моха́вки, мога́вки (англ. Mohawk; самоназвание: ганьенгэха, Kanien’kéha / Kanyen’kéha, «народ кремня») — племя североамериканских индейцев, входившее в союз Лиги ирокезов. В Лиге мохоки — «хранители восточной двери». Говорят на мохокском языке ирокезской языковой семьи.
Ныне мохоки — самый многочисленный народ Лиги ирокезов, живут в канадских провинциях Онтарио и Квебек, а также в американском штате Нью-Йорк, на границе с Канадой. Нынешняя численность превышает 63 тысячи человек (около 42 тыс. в Канаде и около 21,5 тыс. в США).

## История
Первыми с могавками познакомились голландцы, отправившие к ним в 1634 году исследовательскую экспедицию Харменса ван дер Богарта, вышедшую из форта Оранж (ныне город Олбани, штат Нью-Йорк). Поселенцы Новых Нидерландов называли их макуасами (maquasen).
Это вышедший ныне из употребления этноним, в старину использовавшийся также французами, получил широкую известность в дореволюционной России благодаря переводу романа Джеймса Фенимора Купера «Последний из могикан» (1826). В основе сюжета этого не строго «исторического» произведения лежат события франко-индейской войны 1757 года, в которой могавки сражались с англичанами в союзе с французскими войсками генерала Монкальма. Отдавая дань традиции, а также основываясь главным образом на устных источниках и преданиях, Купер обрисовал могавков-макуасов преимущественно черными красками, как, впрочем, и гуронов. В действительности могавки, как и остальные ирокезские племена, были не более жестокими и «коварными», чем те же могикане и делавары, а в союз с французами вступили из-за столкновений с английскими поселенцами по поводу охотничьих угодий.

## Сельское хозяйство
Исследование изотопов азота в древних зернах кукурузы, проведенное Хартом и Винчелл-Суини, опровергает представление о низкой продуктивности сельского хозяйства ирокезов до контакта с европейцами. Анализ показал, что мохоки, благодаря совместному выращиванию кукурузы, бобов и тыквы, а также минимальной обработке почвы, добивались высокого плодородия, сравнимого с современными агротехнологиями. Это позволяло поддерживать существование крупных поселений (1000-2000 человек) без частой миграции, связанной с истощением почвы.

## Известные личности племени
- Брант, Джозеф — наиболее известный из вождей мохоков
- Катери Текаквита — католическая святая.
- Полин Джонсон — канадская писательница и театральная актриса, популярная в конце XIX века.
- Каньехтио Хорн — канадская актриса

## Могавки в играх
- Радунхагейду, он же Коннор Кэнуэй — главный герой игры Assassin’s Creed III. В этой игре мохоки называются ганьягэха.
- Age Of Empires: War Chief`s - была представлена как одна из играбельных фракций со своей сюжетной линией и обзаведенной личной механикой.